# Tổ chức Thú y Thế giới
Tổ chức Thú y Thế giới, trước đây là Văn phòng Quốc tế Thú y (tiếng Pháp: Office International des Epizooties), viết tắt là OIE theo tên tiếng Pháp, là tổ chức liên chính phủ phối hợp, hỗ trợ và thúc đẩy kiểm soát dịch bệnh động vật.

## Mục tiêu
Mục tiêu chính của OIE là kiểm soát dịch bệnh  và do đó ngăn chặn sự lây lan của chúng.
Các mục tiêu khác bao gồm: tính minh bạch, thông tin khoa học, đoàn kết quốc tế, an toàn vệ sinh, thúc đẩy Dịch vụ Thú y, an toàn thực phẩm và phúc lợi động vật.
OIE được Tổ chức Thương mại Thế giới (WTO) công nhận là một tổ chức tham chiếu. Năm 2018 OIE có tổng cộng 182 quốc gia thành viên , với thành viên mới nhất của nó là Saint Lucia.
OIE duy trì quan hệ thường trực với 45 tổ chức quốc tế và khu vực khác và có các Văn phòng khu vực và tiểu khu vực ở mọi lục địa. OIE không phụ thuộc vào hệ thống Liên Hợp Quốc; quyền tự chủ của nó là cả về thể chế và tài chính và các hoạt động của nó được điều chỉnh bởi các văn bản hiến pháp của chính nó. Kể từ Phiên họp chung đầu tiên được tổ chức tại Paris, Văn phòng thực hiện công việc của mình dưới sự ủy quyền của một Ủy ban bao gồm các đại biểu của các Chính phủ ký kết.